# Fallschirmjägerbataillon 263
Das Fallschirmjägerbataillon 263 (FschJgBtl 263), als Teil der spezialisierten Kräfte, führte das Gefecht/Einsatz im Rahmen der Luftlandebrigade 26 oder als Gefechtsverband durch. Es wurde im Rahmen des gesamten Aufgabenspektrums eingesetzt, war gemäß seiner Konzeption vollständig lufttransportfähig und sprungfähig mit allen Anteilen.

## Auftrag
Einige Aufgaben im Einzelnen:
- schützte eigene Truppe und Einrichtungen im Einsatz vor irregulären Kräften und terroristischer Bedrohung;
- unterstützte den Einsatz von Spezialkräften bei Evakuierungsoperationen;
- wirkte bei der sicheren Rückführung von militärischen und anderen offiziellen Personen mit, die im Auftrag der NATO/EU/OSZE/VN eingesetzt wurden;
- führte schnelle Anfangsoperationen mit Luftfahrzeugen als Luftlandung oder im Fallschirmsprung durch;
- nahm und hielt Schlüsselobjekte und Schlüsselgelände als Voraussetzung für wichtige Folgeoperationen;
- führte Kampf / Aufklärung im Rahmen von Operationen in der Tiefe durch;
- führte das Gefecht in allen Gefechtsarten und besonderen Gefechtshandlungen;

Das Fallschirmjägerbataillon war ein für Luftlandeoperationen ausgebildeter Verband.
Es konnte mit Transporthubschraubern im Rahmen von Luftlandeoperationen, aber auch im Fallschirmsprung aus Transportflugzeugen in ein Einsatzgebiet verlegt werden.

## Gliederung
Dem Fallschirmjägerbataillon 263 in Zweibrücken waren folgende Kompanien unterstellt:
- 1./FschJgBtl 263 – Versorgungs-/Unterstützungskompanie (aufgrund der truppendienstlichen Unterstellung des Stabes und des taktischen Zeichens der Kompanie allgemein „Stabs-/Versorgungskompanie“ genannt, inkl.: Sanitätszug, Hundezug, Fallschirmspezialzug, Fernmeldezug)
- 2./FschJgBtl 263 – Fallschirmjägerkompanie (Einsatz-/Kampfkompanie)
- 3./FschJgBtl 263 – Fallschirmjägerkompanie EGB (Einsatz-/Kampfkompanie Nemesis)
- 4./FschJgBtl 263 – Fallschirmjägerkompanie (Einsatz-/Kampfkompanie)
- 5./FschJgBtl 263 – schwere Fallschirmjägerkompanie (Wiesel MK/TOW, Mörser, „joint fire“/Feuerunterstützungszug – „‚Fortis et Fidus‘ – ‚Tapfer und Treu‘“)
- 6./FschJgBtl 263 – Fallschirmjägerkompanie (Einsatzunterstützungskompanie/„Ausbildungskompanie“)

## Geschichte
Im Rahmen der Heeresstruktur IV wurde das Fallschirmjägerbataillon 263 am 1. April 1982 als drittes Bataillon der Luftlandebrigade 26 aufgestellt. Es feierte am 30. November 1994 mit einem großen Zapfenstreich den Einzug in den Standort Zweibrücken. Heute ist die Garnisonstadt die militärische Heimat von ca. 1.000 Fallschirmjägern.
Von November 1985 bis Juli 1998 war das Fallschirmjägerbataillon 263 Teil der multinationalen AMF (L) Brigade, seit dem 1. April 1997 war es Teil des Einsatzverbandes Evakuierungsoperationen. Es hat in zahlreichen internationalen Übungen in Dänemark, Belgien und in den USA die deutsche Fallschirmjägertruppe repräsentiert.
1993 wurde ein Großteil des Bataillons für Sicherungsaufgaben im Rahmen des UN-Einsatzes in Somalia eingesetzt.
Von Juni bis Oktober 1999 war das Bataillon unter Federführung der 4. Kompanie mit ca. 150 Soldaten im KFOR-Einsatz.
Von Juli 2002 bis Februar 2003 stellte das Bataillon den Leitverband der Sicherungskräfte in Afghanistan.
Ab Juli 2003 stellte das Bataillon einen Teil der Infanterieteile im vierten Einsatzkontingent der Kabul Multinational Brigade (KMNB) im Rahmen der internationalen Schutztruppe (ISAF = International Security Assistance Force) in Afghanistan.
Von Juni bis Dezember 2006 war ein großer Teil des Btl, im Rahmen der Mission EUFOR RD Congo, in Afrika um die Demokratischen Wahlen in der Republik Kongo abzusichern. Auch dieser Einsatz verlief fast reibungslos und alle Soldaten waren zu Weihnachten 2006 wieder gesund bei ihren Familien angekommen.
Der spätere FDP-Politiker Jürgen W. Möllemann war als Reserveoffiziersanwärter Angehöriger des Fallschirmjägerbataillons 263.
Im Zuge der Neuausrichtung der Bundeswehr wurde das Fallschirmjägerbataillon 263 zum 31. März 2015 aufgelöst. Teile des FschJgBtl 263 wurden in das neue Fallschirmjägerregiment 26 übernommen. Der Standort Zweibrücken bleibt erhalten.

## Gefallene
| Datum            | Ort    | Art                               | Hergang |
| ---------------- | ------ | --------------------------------- | --- |
| 6. August 2008   | Kundus | feindselig – Selbstmordattentäter | Ein Selbstmordattentäter sprengt sich auf einem Motorrad neben abgesessenen Soldaten in die Luft. Drei davon werden verwundet. Einer stirbt am 5. Oktober 2009 an den Spätfolgen des Attentats. Gefallen: Stabsgefreiter Patric Sauer, 4./FschJgBtl 263 |
| 27. August 2008  | Kundus | feindselig – IED                  | Bei der Explosion einer IED stirbt ein Soldat. Drei weitere werden verwundet. Gefallen: Hauptfeldwebel Mischa Meier, 4./FschJgBtl 263 |
| 20. Oktober 2008 | Kundus | feindselig – Selbstmordattentäter | Ein Selbstmordattentäter sprengt sich in die Luft. Zwei Soldaten werden getötet, zwei verwundet. Gefallen: Stabsunteroffizier Patrick Behlke, 2./FschJgBtl 263 Stabsgefreiter Roman Schmidt, 2./FschJgBtl 263                                           |
| 23. Juni 2009    | Kundus | feindselig – Gefecht              | Im Zuge eines Feuergefechts mit Taliban ertrinken drei Soldaten. Zwei davon sind Angehörige des Panzergrenadierbataillons 391, einer ist Mitglied des Fallschirmjägerbataillons 263. Gefallen: Hauptgefreiter Alexander Schleiernick, 1./FschJgBtl 263  |

## Presse
- Im Juni 2006 geriet das Fallschirmjägerbataillon 263 wegen sehr umstrittener Rituale negativ in die Schlagzeilen. Als Aufnahmeritual der Unteroffiziere wurde – laut einer Mitteilung der Saarbrücker Zeitung – einem Soldaten Dörrobst rektal eingeführt und dann mit einem Paddel auf den Hintern geschlagen.[13] Einige Soldaten wurden daraufhin versetzt und der Kongoeinsatz wurde auf Grund der Vorfälle von anderen Kräften des Bataillons übernommen.[14]